# Луи-Мишел ван Ло
Луи-Мишел ван Ло (на френски: Louis-Michel van Loo; 2 март 1707 – 20 март 1771) е френски художник, член на прочутата френска фамилия Ван Ло. Твори през средата на XVIII в. в стила Рококо.

## Биография
Роден е на 2 март 1707 г. в Тулон, Франция. Син е на художника Жан-Батист ван Ло. Под личното ръководство на баща си учи в Торино и Рим. През 1726 г. печели награда от Кралската художествена академия в Париж. В периода 1727 – 1732 г. работи в Рим заедно с чичо си – художника Шарл-Андре ван Ло. През 1736 г. Луи-Мишел става придворен художник на испанския крал Филип V и през 1752 г. е един от основателите на мадридската Кралска художествена академия „Сан Фернандо“. През 1753 г. се завръща в Париж, където рисува много портрети на Луи XV. През 1765 г. става директор на колежа École Royale des Élèves Protégés към Френската академия. Луи-Мишел рисува портретите на португалския държавник маркиз Де Помбал и на френския философ Дени Дидро.

## Галерия
- Портрет на Филип V, 1739
- Семейството на Филип V, 1743
- Венера, Меркурий и Амур, 1748
- Принцеса Екатерина Дмитриевна Голицина, 1759
- Луи XV, крал на Франция и Навара, 1760
- Портрет на Дени Дидро, 1767